# Blake Schilb
Blake Schilb (Rantoul, 23 december 1983) is een Tsjechisch basketballer van Amerikaans oorsprong dat momenteel uitkomt voor Galatasaray Odeabank, waarmee hij in 2016 de EuroCup Men mee wist te veroveren.

## Clubs
- 2007–2009 ČEZ Nymburk
- 2009–2013 Élan Chalon
- 2013–2014 KK Rode Ster Belgrado
- 2014–2015 Paris-Levallois Basket
- 2015–heden Galatasaray